# George DiCarlo
George Thomas DiCarlo (né le 13 juillet 1963 à St. Petersburg) est un ancien nageur américain spécialiste des épreuves de demi-fond en nage libre.

## Biographie
En juin 1984, DiCarlo s'approprie le record des États-Unis du 400 m nage libre en 3 min 51 s 03, un temps de référence que détenait jusqu'alors Brian Goodell. Quelques semaines plus tard, DiCarlo approche de peu sa meilleure marque personnelle en finale olympique à Los Angeles. En 3 min 51 s 23, l'Américain devance de peu son compatriote John Mykkanen et l'Australien Justin Lemberg et devient donc champion olympique. Deux jours plus tard, George DiCarlo remporte la médaille d'argent sur 1 500 m nage libre en échouant cinq secondes derrière son compatriote Michael O'Brien.

## Palmarès

### Jeux olympiques
- Jeux olympiques de 1984 à Los Angeles (États-Unis) :
  -  Médaille d'or du 400 m nage libre.
  -  Médaille d'argent du 1 500 m nage libre.